# ケン・アンダーソン (美術監督)
ケン・アンダーソン（Ken (Kenneth B.) Anderson、1909年3月17日 - 1993年1月13日）は、アメリカ合衆国ワシントン州シアトル出身の美術監督、脚本家。かつてウォルト・ディズニー・カンパニーに所属していた。別名；ケネス・アンダーソン。

## 経歴
ワシントン大学建築学部在学中に、ヨーロッパで建築を学び1934年に卒業と同時にウォルト・ディズニー・プロダクションの美術監督として入社。1948年から脚本家もかねて活躍、そんな彼をウォルト・ディズニーはなんでも屋となずけた。1978年に退社。
彼が携わったアニメーションの特徴としてコミックのような太い線、悪役や不思議なキャラクターの瞳は視聴者に不安や恐怖を与えるような単純だが狂気を感じさせるものである。また、よく雄フクロウが登場する。

## 代表作

### テレビ
| 放送年                       | 放送年                     | 邦題 原題                   | 担当       | 備考                                         |
| ---------------------------- | -------------------------- | --------------------------- | ---------- | -------------------------------------------- |
| 1954年10月27日 1958年8月29日 | 1958年9月3日 1972年4月30日 | ディズニーランド Disneyland | レイアウト | 日本未発売DVD「YOUR HOST WALT DISNEY」に収録 |

### 映画
| アメリカ公開年 日本公開年    | 邦題 原題                                                        | 担当                              | 備考                                                            |
| ---------------------------- | ---------------------------------------------------------------- | --------------------------------- | --------------------------------------------------------------- |
| 1934年11月3日                | 春の女神 The Goddess of Spring                                   | レイアウト                        |                                                                 |
| 1935年10月26日               | 三匹の親なし子ねこ Three Orphan Kittens                          | レイアウト                        |                                                                 |
| 1937年12月21日 1950年9月26日 | 白雪姫 Snow White and the Seven Dwarfs                           | 美術監督                          |                                                                 |
| 1938年11月25日               | 牡牛のフェルディナンド Ferdinand the Bull                        | 美術監督                          | 日本未発売DVD「Timeless Tales Volume Two」に収録                |
| 1940年2月7日 1955年5月17日   | ピノキオ Pinocchio                                               | 美術監督                          |                                                                 |
| 1940年11月13日 1955年9月23日 | ファンタジア Fantasia                                            | 美術監督                          | 『田園』担当                                                    |
| 1941年6月20日 1956年3月21日  | リラクタント・ドラゴン The Reluctant Dragon                      | 美術監督 アニメーションパート担当 | 日本未発売「BEHIND THE SCENES AT THE WALT DISNEY STUDIO」に収録 |
| 1943年2月6日 1957年3月20日   | ラテン・アメリカの旅 Saludos Amigos                              | 背景                              | 「郵便飛行機ペドロ」担当                                        |
| 1945年2月3日 1959年3月10日   | 三人の騎士 The Three Caballeros                                  | 美術監修                          |                                                                 |
| 1946年11月2日 1951年10月19日 | 南部の唄 Song of the South                                       | 美術監督 アニメーションパート担当 | VHSおよびLDが発売されていたが、現在はともに廃盤                 |
| 1948年5月27日                | メロディ・タイム Melody time                                     | 脚本                              | 日本未発売DVD「MELODY TIME」に収録                              |
| 1949年1月19日                | わが心にかくも愛しき(私の心よ) So Dear to My Heart               | 脚本                              |                                                                 |
| 1950年2月15日 1952年3月7日   | シンデレラ Cinderella                                            | 脚本                              |                                                                 |
| 1951年7月28日 1953年8月19日  | ふしぎの国のアリス Alice in Wonderland                           | 美術監督                          |                                                                 |
| 1953年2月5日 1955年3月22日   | ピーター・パン Peter Pan                                         | レイアウト 美術監督               |                                                                 |
| 1953年11月10日               | フランクリン物語 Ben and Me                                      | 美術監督                          |                                                                 |
| 1955年6月16日 1956年8月8日   | わんわん物語 Lady and the Tramp                                  | 美術監督                          |                                                                 |
| 1959年1月29日 1960年7月23日  | 眠れる森の美女 Sleeping Beauty                                   | 美術監督                          |                                                                 |
| 1961年1月25日 1962年7月27日  | 101匹わんちゃん One Hundred and One Dalmatians                   | 美術監督                          |                                                                 |
| 1963年12月25日 1964年7月18日 | 王様の剣 The Sword in the Stone                                  | 美術監督                          |                                                                 |
| 1964年8月29日 1965年12月18日 | メリー・ポピンズ Mary Poppins                                    | 美術監督 アニメーションパート担当 |                                                                 |
| 1967年10月18日 1968年8月24日 | ジャングル・ブック The Jungle Book                               | 脚本                              |                                                                 |
| 1970年12月11日 1972年3月11日 | おしゃれキャット The Aristocats                                  | 脚本 美術監督                     |                                                                 |
| 1973年11月8日 1975年7月19日  | ロビン・フッド Robin Hood                                        | 脚本監修 キャラクターデザイン     |                                                                 |
| 1977年3月11日 1977年7月2日   | くまのプーさん 完全保存版 The Many Adventures of Winnie the Pooh | 脚本                              | 「プーさんとはちみつ」を担当                                    |
| 1977年6月22日 1981年12月19日 | ビアンカの大冒険 The Rescuers                                    | 脚本                              |                                                                 |
| 1977年12月16日               | ピートとドラゴン Pete's Dragon                                   | キャラクターデザイン 美術監督     |                                                                 |

### アトラクション
| テーマパーク     | テーマランド       | アトラクション名           |
| ディズニーランド | ファンタジーランド | 空飛ぶダンボ               |
| ディズニーランド | ファンタジーランド | キングアーサーカルーセル   |
| ディズニーランド | ファンタジーランド | マッド・ティーパーティー   |
| ディズニーランド | ファンタジーランド | トード氏のワイルドライド   |
| ディズニーランド | ファンタジーランド | ピーターパン空の旅         |
| ディズニーランド | ファンタジーランド | 白雪姫と七人のこびと       |
| ディズニーランド | ファンタジーランド | おとぎの国のカナルボート   |
| ディズニーランド | ファンタジーランド | 不思議の国のアリス         |
| ディズニーランド | ファンタジーランド | マッターホーン・ボブスレー |
| ---------------- | ------------------ | -------------------------- |